# Steven Laureys
Pour les articles homonymes, voir Laureys.
Steven Laureys, né en 1968 à Louvain, est un neurologue, neuroscientifique et auteur belge. Il a acquis une renommée mondiale pour ses travaux sur la neurologie de la conscience. Steven Laureys est directeur de recherches au Fonds de la recherche scientifique et directeur fondateur de l'Unité de Recherches Interdisciplinaire du GIGA Consciousness et du Centre du Cerveau du CHU de Liège.

## Biographie
Diplômé docteur en médecine (Vrije Universiteit Brussel, 1993), Steven Laureys est également docteur en sciences biomédicales (Université de Liège, 2000). Il est actuellement directeur de recherche auprès du Fonds national de la recherche scientifique à l'Université de Liège et professeur de clinique au service de neurologie du Centre hospitalier universitaire de Liège.
Steven Laureys a dirigé, jusque début 2020, le Coma Science Group qu'il a créé en 2014 au sein du centre GIGA Consciousness de l'Université de Liège. La majeure partie de ses travaux de chercheur est consacrée à l'étude des altérations de la conscience chez les patients sévèrement cérébrolésés (coma, état végétatif, état de conscience minimale, locked-in syndrome), ainsi que durant l'anesthésie, le sommeil, la méditation et dans l'état hypnotique.
Lauréat de plusieurs prix scientifiques, dont le prix de la Cognitive Neuroscience Society 2007, Steven Laureys est connu pour ses travaux sur la neurologie de la conscience et le coma,.
Le neurologue Steven Laureys est reconnu internationalement pour son étude scientifique du cerveau et de la neurologie de la conscience. Avec son équipe, il explore l'esprit humain, nos pensées, perceptions et émotions, en utilisant les dernières technologies d'imagerie cérébrale évaluant le coma, les expériences de mort imminente, les commotions cérébrales, l'anesthésie, le rêve, l'hypnose, la trance et la méditation. Il a étudié des brillants cerveaux comme celui des astronautes, des moines bouddhiste (dont Mathieu Ricard), musiciens (dont le directeur musical de l’Opéra de Bruxelles), athlètes (dont le champion du monde d’apnée en profondeur Guillaume Nery, et autres explorateurs de la conscience comme la chamane Corinne Sombrun. Il est l'auteur de plus de 500 articles scientifiques et a publié plus de 10 livres scientifiques dont « The Neurology of Consciousness » et des livres populaires, dont le best-seller international « La méditation c'est bon pour le cerveau ».
Le professeur Laureys est membre de l'Académie Royale de Médecine et a reçu des nombreux prix internationaux décernés par l’Institut Max Planck, l'Académie Européenne de Neurologie, l'« Association for the Scientific Study of Consciousness (en) », la « Mind Science Foundation (en) » et la « Society of Cognitive Neuroscience », le prix Francqui et Generet. En 2018, il est nommé Commandeur de l'Ordre de Léopold. Dr Laureys est cosignataire de la déclaration de Cambridge sur la conscience chez les animaux (2012) et défenseur du bien-être animal.
Professeur Laureys est Directeur de Recherche au Fonds National de la Recherche Scientifique Belge et directeur fondateur de l'Unité de Recherche GIGA Consciousness à l'Université de Liège. Il dirige également le Centre du Cerveau au CHU de Liège et a fondé le Coma Science Group. Steven Laureys est cofondateur de Mind Care International Foundation, codirige le Hangzhou International Consciousness Institute en Chine et est actuellement professeur invité au Centre de Recherche CERVO à l’Université Laval au Canada. Père de cinq enfants, il est apprécié en tant que vulgarisateur scientifique et conférencier.

## Travaux
(juin 2021).
L'objectif de la recherche de son équipe est d’accroître la connaissance du fonctionnement cérébral résiduel des patients qui survivent à une atteinte traumatique ou hypoxique-ischémique sévère du cerveau mais restent en coma, en état végétatif, en état de conscience minimale ou en syndrome d'enfermement. Ces patients posent en effet des problèmes diagnostiques, pronostiques et thérapeutiques majeurs. L'étude de tels patients est aussi susceptible d’améliorer la connaissance de la conscience humaine.
Ces travaux comportent quatre aspects :
1. Évaluation clinique à l’aide d’échelles clinimétriques spécifiques et validées ;
2. Études électrophysiologiques, c'est-à-dire de l’enregistrement et de l’analyse de l’activité électrique cérébrale notamment des potentiels évoqués, l'électro-encéphalogramme et la stimulation magnétique transcrânienne ;
3. Neuro-imagerie fonctionnelle par tomographie par émission de positons (TEP) et par imagerie par résonance magnétique (IRM) ;
4. Réflexion sur les problèmes éthiques que posent un certain nombre de ces patients.

L'ensemble de ces travaux est une contribution au diagnostic et à la physiopathologie de ces altérations pathologiques de la conscience. En particulier, les travaux du Pr Laureys et de ses collaborateurs démontrent l'importance des connexions fonctionnelles entre certaines aires du cortex cérébral et entre certaines zones du cortex et des noyaux du thalamus. Ce n’est donc pas une atteinte systématiquement « diffuse » qui explique ces états mais des lésions fonctionnelles parfois réversibles de circuits cérébraux spécifiques. Ces travaux ont aussi permis de mieux cerner la perception sensorielle résiduelle de ces patients, notamment à la douleur, et l'effet de la dimension affective de certains stimuli.
Il est l'auteur de deux livres (The Boundaries of Consciousness – Elsevier 2006 ; et The Neurology of Consciousness – Academic Press 2009) et a plus de 500 publications scientifiques. Il a reçu le prix de la Cognitive Neuroscience Society (2007), la Mind Science Foundation (2006), le prix William James de l'Association for the Scientific Study of Consciousness (2004) et le prix Francqui 2017.
Il fait partie du groupe relativement restreint de chercheurs qui ont pu étudier de manière approfondie les modifications neurologiques associées aux états méditatifs et à l'hypnose, notamment en examinant le fonctionnement neurologique de Matthieu Ricard qu'il a rencontré en 2013. Cela l'a conduit a écrire un livre qui fait l'éloge de la méditation qu'il considère comme « une excellente gymnastique du cerveau et de la conscience ».
Il est membre de la branche européenne du Mind & Life institute initié par le cognitiviste  Varela qui associe science et bouddhisme.

## Distinctions
- 2004 ASSC William James Prize for Contributions to the Study of Consciousness, États-Unis
- 2006 Centre d'Études Nucléaires de Belgique - Prix Pr Roger Van Geen
- 2007 Prix de la recherche clinique du Fonds InBev-Baillet Latour
- 2007 Society of Cognitive Neuroscience Young Investigator Award, New York, États-Unis
- 2009 Prix du Conseil Culturel Mondial - Reconnaissance Spéciale pour la Science – Mexique/ULg
- 2011 Citoyenneté d'honneur, Hoeilaart, Flandre
- 2012 Tom Slick Research Award in Consciousness, Mind Science Foundation, TX, États-Unis
- 2012 Médaille Blaise Pascal de Médecine, Académie Européenne des Sciences
- 2014  Officier du Mérite wallon (O.M.W.)
- 2015 Chaire Professeur Francqui – Université de Namur
- 2017 Citoyenneté d'honneur de Liège[31]
- 2017 Prix Zülch (de) recherche neurologique (avec Giulio Tononi) - Max Planck Society
- 2017 Prix Francqui[32] sciences biologiques & médicales - Académie Royale de Belgique
- 2018 Commandeur dans l'Ordre de Léopold
- 2018 Trophée de la Vulgarisation Scientifique « Matière grise » (RTBF) & Paris-Match
- 2019 Prix Generet, Fondation Roi Baudouin
- 2020 Prix Brown-Séquard de l'Académie européenne de neurologie pour la neurologie fonctionnelle

#### Grand publique
- (en) The No-Nonsense Meditation Book : A scientist's guide to the power of meditation, Green Tree, 15 juin 2021, 224 p. (ISBN 978-1472980496).
- (en) The Neurology of Consciousness, Academic Press, 12 août 2015, 378 p. (ISBN 978-0128011751).
- Un si brillant cerveau, Éditions Odile Jacob, 14 janvier 2015, 315 p. (ISBN 978-2738167613).
- La Méditation, c'est bon pour le cerveau, Éditions Odile Jacob, 10 septembre 2019, 268 p. (ISBN 978-2738149084).
- Méditer avec le Dr Steven Laureys, Éditions Odile Jacob, 12 janvier 2022, 208 p. (ISBN 978-2738157720).
- L'expérience de mort imminente, Éditions Odile Jacob, 16 avril 2025, 320 p. (ISBN 9782738148001).

#### Articles scientifiques
- (FR) Détecter les signes de conscience chez le patient en état de conscience minimale Vanhaudenhuyse A, Schnakers C, Boly        M, Perrin F, Brédart S, Laureys S Réanimation, 16 (2007) 527-532
- (FR) Évaluation comportementale et par neuroimagerie fonctionnelle des patients en état végétatif Vanhaudenhuyse A, Schnakers C, Boly M, Bruno M-A, Gosseries O, Collogan V, Boveroux P, Ledoux D, Piret S, Phillips C, Moonen G, Luxen A, Maquet P, Brédart S, Laureys S Revue Médicale de Liège, 62 (2007) 15-20
- (FR) Le Locked-In Syndrome : la conscience emmurée Bruno MA, Pellas F, Schnakers C, Van Eeckhout P, Bernheim J, Pantke K-H, Damas F, Faymonville ME, Moonen G, Goldman S, Laureys S Revue Neurologique 164 (2008) 322–335
- (FR) Expériences de mort imminente : Phénomènes paranormaux ou neurologiques ? Thonnard M, Schnakers S, Boly M, Bruno MA, Boveroux P, Laureys S, Vanhaudenhuyse A Revue Médicale de Liège 63 (2008) 438-444
- (FR) Que mesure la neuroimagerie fonctionnelle : IRMf, TEP et MEG Gosseries O, Demertzi A, Noirhomme Q, Tshibanda J, Boly M, de Beeck MO, Hustinx R, Maquet P, Salmon E, Moonen G, Luxen A, Laureys S, De Tiège X Revue Médicale de Liège 63 (2008) 231-7
- (EN) Restoration of thalamocortical connectivity after recovery from persistent vegetative state Laureys S, Faymonville ME, Luxen A, Lamy M, Franck G, Maquet P Lancet 355 (2000) 1790-1791
- (EN) Brain function in coma, vegetative state, and related disorders Laureys S, Owen A, Schiff N Lancet Neurology 3 (2004) 537–46
- (EN) Perception of pain in the minimally conscious state with PET activation: an observational study Boly M, Faymonville ME, Schnakers C, Peigneux P, Lambermont B, Phillips C, Lancellotti P, Luxen A, Lamy M, Moonen G, Maquet P, Laureys S Lancet Neurology, 7 (2008) 1013-1020
- (EN) Brain, conscious experience and the observing self Baars B, Ramsoy T, Laureys S Trends Neurosci., 26 (2003) 671-675
- (EN) The neural correlate of (un)awareness: lessons from the vegetative state Laureys S Trends Cogn Sci, 9 (2005) 556-559
- (EN) Baseline brain activity fluctuations predict somatosensory perception in humans Boly M, Balteau E, Schnakers C, Degueldre                    C, Moonen G, Luxen A, Phillips C, Peigneux P, Maquet P, Laureys S Proceedings of the National Academy of Sciences, 104 (2007) 12187-12192.

### Filmographie
- 2018 : Back from the Dead, National Geographic, dans lequel le Dr Laureys tentera d'offrir une explication scientifique par lui-même en subissant une série d'expériences conçues pour provoquer des symptômes d'une NDE.
- 2019 : Un monde plus grand de Fabienne Berthaud, où il apparaît dans son propre rôle de neurologue.
- 2020 : Aux frontières de la mort , RTBF de Lena Kim et Dan Botbol, dans lequel Steven Laureys a décidé de tenter l'expérience dite de « mort imminente » et d'explorer celle-ci.
- 2024] Bonheur intérieur brut, où il apparaît en tant qu'expert neurologue.